# Pargas port
Pargas port (finska: Paraistenportti) är ett sund i Finland. Det ligger i Pargas stad i landskapet Egentliga Finland, i den sydvästra delen av landet, 150 km väster om huvudstaden Helsingfors.
Pargas port ligger mellan öarna Jermo i öster och Sorpo i väster. Pargas port är porten in till Pargas från Gullkrona fjärd i söder. Farleden fortsätter norrut genom Stormaran, Våno sund och Tervsund. I Pargas port finns lotsstation, gästshamn och en vägfärja som förser ön Sorpo med vägförbindelse.

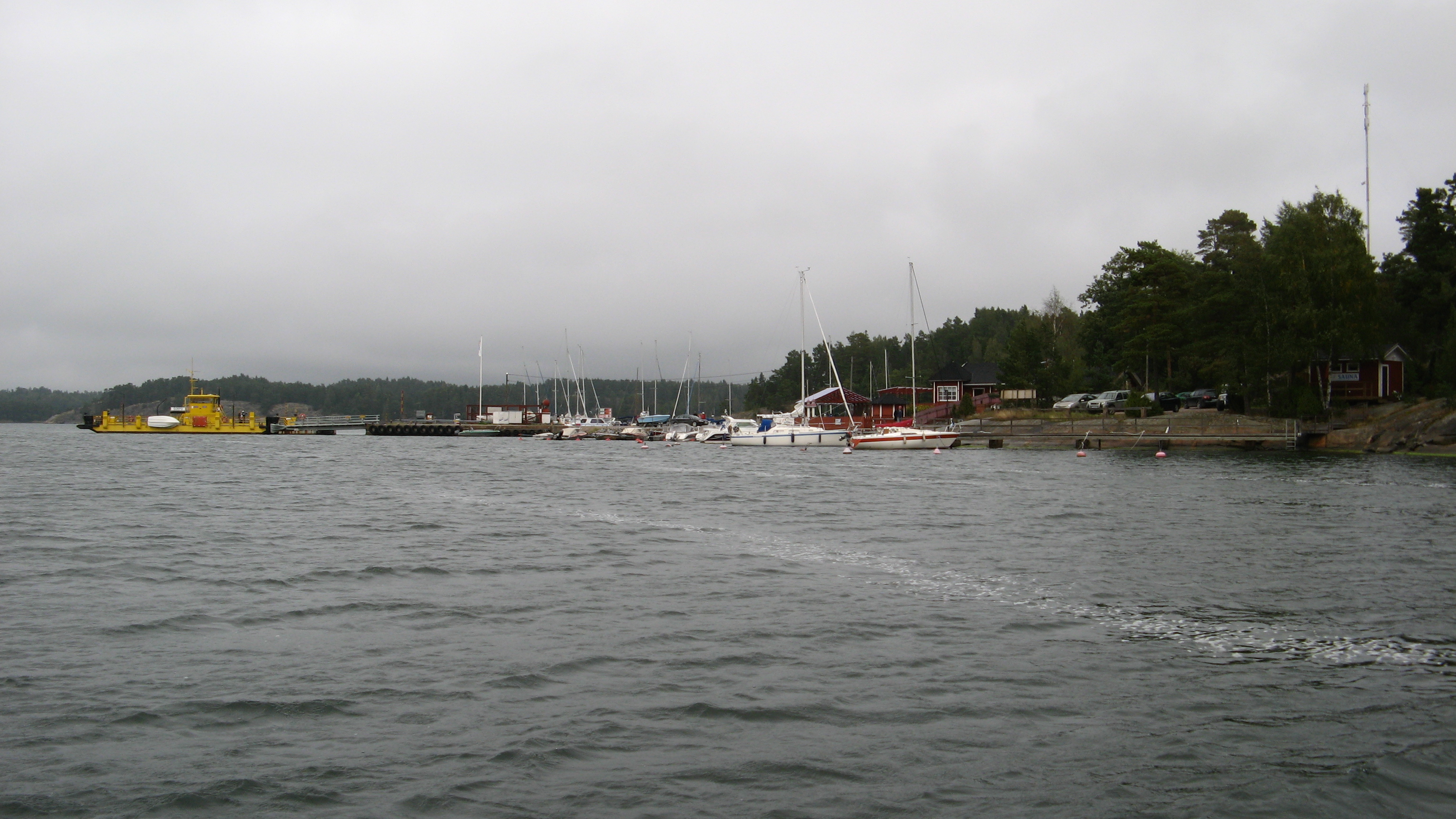
Gästhamnen och färjan till Sorpo.